# Batida
Batida è un termine generico che designa una famiglia di cocktail da party brasiliani a base di alcool, di succo di frutta e di zucchero. La parola batida deriva dal portoghese bater (battere). Bevuta come aperitivo, la batida è spesso proposta nei ristoranti in grandi caraffe. Una batida autentica brasiliana deve essere preparata fresca: nonostante in Europa questo tipo di cocktail si trovi fabbricato su scala industriale, in Brasile questo non avviene mai.
In musica il ritmo della bossa nova è chiamato elegantemente anche "batida". La batida de João Gilberto, il musicologo Walter Garcia la definisce, « par une combinaison rythmique entre la régularité de la basse et l'irrégularité des accords » (una combinazione ritmica tra la regolarità dei bassi e l'irregolarità degli accordi).

## Ricetta generica
Una batida è sempre di:
- 3 parti di cachaça: si tratta di una bevanda alcolica molto popolare in Brasile, distillata a partire da succo di canna da zucchero fermentato.
- 1 parte di succo di frutta o latte di noce di cocco.
- zucchero (un cucchiaio da minestra)
- a volte un po' di acqua

Tutti gli ingredienti sono leggermente battuti in un mixer; questo serve per mescolare bene gli ingredienti. Poi il tutto viene servito freddo in un grande bicchiere, con ghiaccio.

## Varianti della ricetta generica
Le varianti più comuni sono:
- Batida de coco, latte di cocco e crema (o latte condensato)
  - 1 parte di latte di cocco
  - 3 parti di cachaça
  - zucchero (1 o 2 cucchiaini da caffè)
  - ghiaccio a volontà
- Batida de maracujá,  succo di frutto della passione.
  - 1 parte di succo di passiflora edulis
  - 1 parte di succo d'arancia
  - 3 parti di cachaça
  - zucchero (2 o 3 cucchiaini da caffè)
  - ghiaccio a volontà
- Batida de limão, al limone. Anche nominata batida paulista, è più conosciuta in Europa come Caipirinha.
  - 1 parte di succo di limone
  - 3 parti di cachaça
  - zucchero (1 o 2 cucchiaini da caffè)
  - ghiaccio a volontà
- Batida de mel, con miele e succo di limone verde.
  - miele (un cucchiaio da minestra)
  - 1 parte di succo di limone verde
  - 3 parti di cachaça
  - zucchero (1 o 2 cucchiaini da caffè)
  - ghiaccio a volontà
- Batida de manga, è al mango.
  - 1 parte di succo di mango
  - 1 parte di succo d'arancia
  - 3 parti di cachaça
  - 1 parte di acqua
  - zucchero (2 o 3 cucchiaini da caffè)
  - ghiaccio a volontà
- Batida de caju, alla noce di acagiù.
  - 1 parte di succo di noce di acagiù
  - 3 parti di cachaça
  - zucchero (1 o 2 cucchiaini da caffè)
  - ghiaccio a volontà
- Batida de Abacaxi con ananas.
  - 100gr di ananas
  - 1 parte di spremuta d'arancia
  - 1 parte di cachaça o vodka
  - 1 parte di acqua
  - 1/2 parte di latte condensato
  - zucchero (1 o 2 cucchiaini da caffè)
- Batida de Acerola con ciliegia acerola.
  - 100gr di acerola
  - 1 1/2 parte di spremuta d'arancia
  - 1 parte di cachaça o vodka
  - 1 fetta di banana
  - 1/2 parte di latte condensato
  - zucchero (1 o 2 cucchiaini da caffè)